# Agonum lugens
Agonum lugens es una especie de escarabajo del género Agonum, familia Carabidae. Fue descrita científicamente por Duftschmid en 1812.
Esta especie se encuentra en varios países de Europa.
Posee una longitud de 8,5 a 10 milímetros (0,33 a 0,39 pulgadas). La parte superior del cuerpo es negra, tanto el macho como la hembra tienen una estera ligeramente brillante. 